# Nationalpark Rwenzori Mountains
Der Nationalpark Rwenzori Mountains ist ein Schutzgebiet in Uganda und befindet sich im gleichnamigen Rwenzori Gebirge. Es wurde 1994 ausgewiesen und ist rund 996 km² groß. Der WWF ist am Erhalt und der Verwaltung des Parks beteiligt, die Finanzierung hierzu wurde unter anderem von der Europäischen Union unterstützt.